# 格蘭德維尤普拉薩 (堪薩斯州)
格蘭德維尤普拉薩（英語：Grandview Plaza）是一個位於美國堪薩斯州吉里縣的城市。

## 地方資料
根據2020年美國人口普查的數據，格蘭德維尤普拉薩的面積為2.23平方千米，當中陸地面積為2.19平方千米，而水域面積為0.04平方千米。當地共有人口1697人，而人口密度為每平方千米760.99人。